# Gong ageng

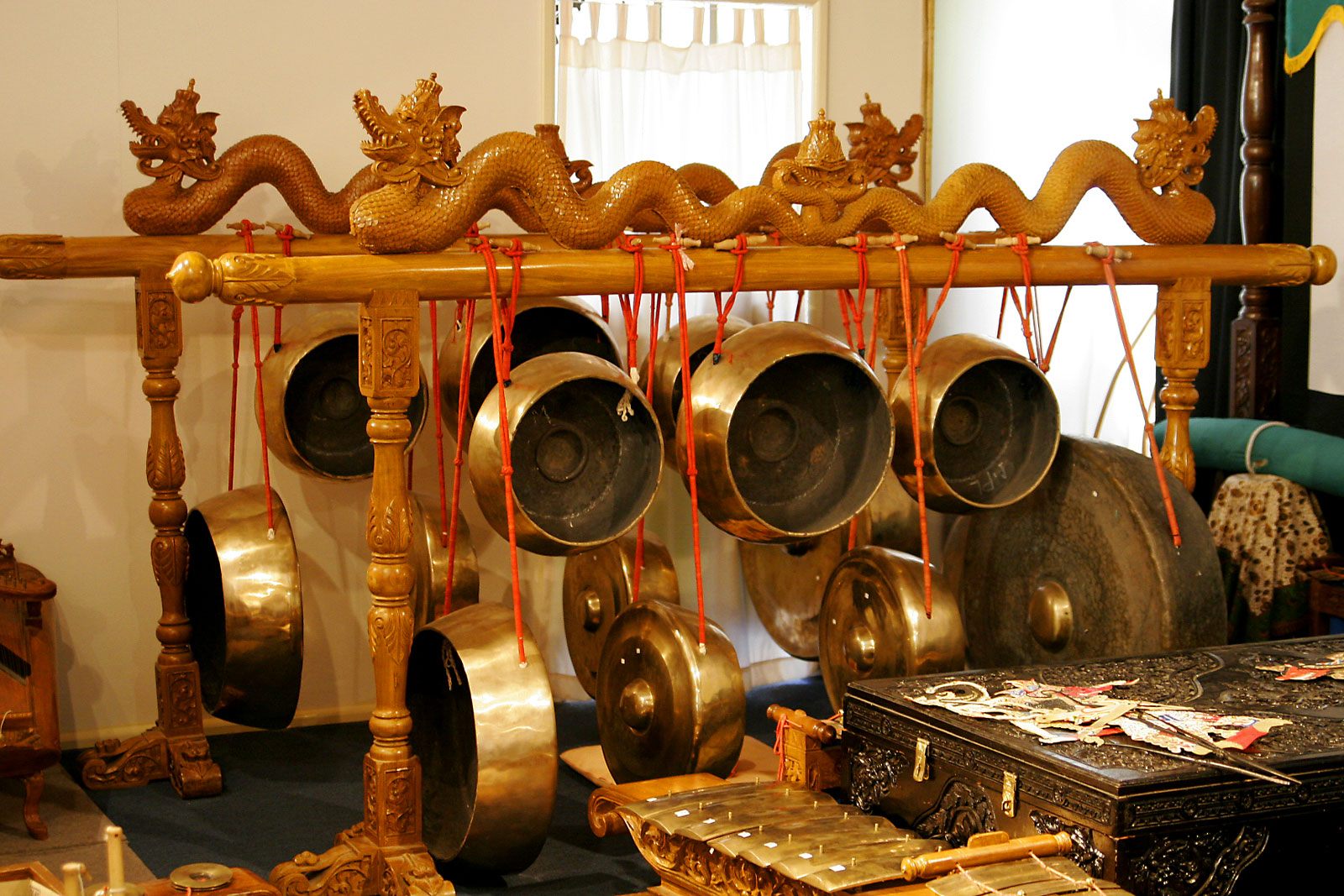
Zwei Gongsets des javanischen Gamelan: Rechts außen hängt der gong geng, links außen der gong suwukan.

Gong ageng, hochjavanisch (krama), „großer Gong“, in javanischer Volkssprache (ngoko) gong gede, ist der größte hängende Buckelgong in einigen Orchesterbesetzungen (Gamelan) der indonesischen Inseln Java und Bali.

## Bauform
Gongs gehören zu den Idiophonen. Ein gong ageng besteht aus Bronze und hat einen in der Mitte hervorstehenden Buckel und einen nach hinten gebogenen Rand. Er hat normalerweise einen Durchmesser zwischen 79 und 96 cm. Der gong ageng hängt meistens in einem mit Schnitzereien reich verzierten Holzrahmen. Das Instrument wird mit einem runden, gepolsterten Schlägel geschlagen. Wenn man auf verschiedene Stellen des Gongs schlägt, werden unterschiedliche Klänge erzeugt. Der gong ageng erzeugt einen tiefen und lang anhaltenden Ton.

## Spielweise
Der gong ageng ist der größte Gong in den Gamelan der javanischen und balinesischen Musik sowie in der Musik von Lombok. Er markiert das Ende der längsten musikalischen Einheit, die gongan heißt. Er wird als „Vater“ oder „Meister des Gamelan“ begriffen. Seine Rolle im Orchester ist es, die Struktur eines Stückes zu verdeutlichen und beispielsweise das Ende eines zyklischen Abschnittes zu markieren. Im balinesischen Gamelan Gong Kebyar heißt der etwas größere der in der Funktion des gong ageng paarweise gespielten Gongs gong wadon („weiblicher Gong“), während der etwas kleinere gong lanang („männlicher Gong“) genannt wird.
Kleiner als der gong ageng ist der gong suwukan mit einem Durchmesser von 50 bis 60 cm, wiederum kleiner und eine Oktave höher klingend als dieser ist der kempul. Noch kleinere hängende Gongs sind penotong, gefolgt von bendé und gong bèri. Die kleinsten hängenden Gongs heißen engkuk und kemong. Sie alle markieren unterschiedliche zeitliche Einheiten und ergänzen sich zu einem zyklischen Melodieverlauf.